# Spöke på villovägar
Spöke på villovägar är en amerikansk film från 1968 i regi av Robert Stevenson. Filmen är baserad på en roman med samma namn av Ben Stahl och filmades i Walt Disney Studios i Burbank i Kalifornien. 

## Rollista i urval
- Peter Ustinov - Kapten Blackbeard
- Dean Jones - Steve Walker
- Suzanne Pleshette - Jo Anne Baker
- Elsa Lanchester - Emily Stowecroft
- Joby Baker - Silky Seymour
- Elliott Reid as TV-kommentator
- Richard Deacon - Rektor Roland Wheaton
- Norman Grabowski - Virgil
- Kelly Thordsen - Sheriff Ned Lamb
- Michael Conrad - Pinetop Purvis
- Herbie Faye - Croupier